# 米莉·克莱格
埃米莉·路易丝·福伊·克莱格（英語：Emily Louise Foy Clegg；2005年11月1日—），新西兰女子职业足球运动员，司职前锋，目前效力于路易斯维尔竞技足球俱乐部和新西兰国家女子足球队。她曾代表新西兰参加2020年和2024年夏季奥林匹克运动会女子足球比赛等多场国际赛事。